# Moteur V10
Pour un article plus général, voir Moteur avec cylindres en V.
Un moteur V10 est un moteur dans une configuration en V qui a dix cylindres.
Les premiers V10 apparaissent dans les années 1930 avec des prototypes de locomotives comme la Busch-Sulzer ICRR 9201. Dans les années 1960, ils animent des chars de combat comme le Leopard 1, puis des poids lourd dans les années 1970 comme les Mercedes-Benz NG ou, dans les années 1980, les Tatra 815. La première automobile dotée d'un V10 est le prototype Lamborghini P140, en 1987. La première voiture commercialisée est la Dodge Viper RT/10, en 1991.

## Technique
Le V10 est un moteur avec cylindres en V basé sur l'accouplement de deux bancs de cinq cylindres qui fonctionnent en alternance et dont les bielles de chaque piston entraînent ensemble un vilebrequin. Contrairement au V12, la régularité cyclique d'un V10 n'est pas parfaite. Sa conception nécessite donc des études approfondies.

## En sport automobile

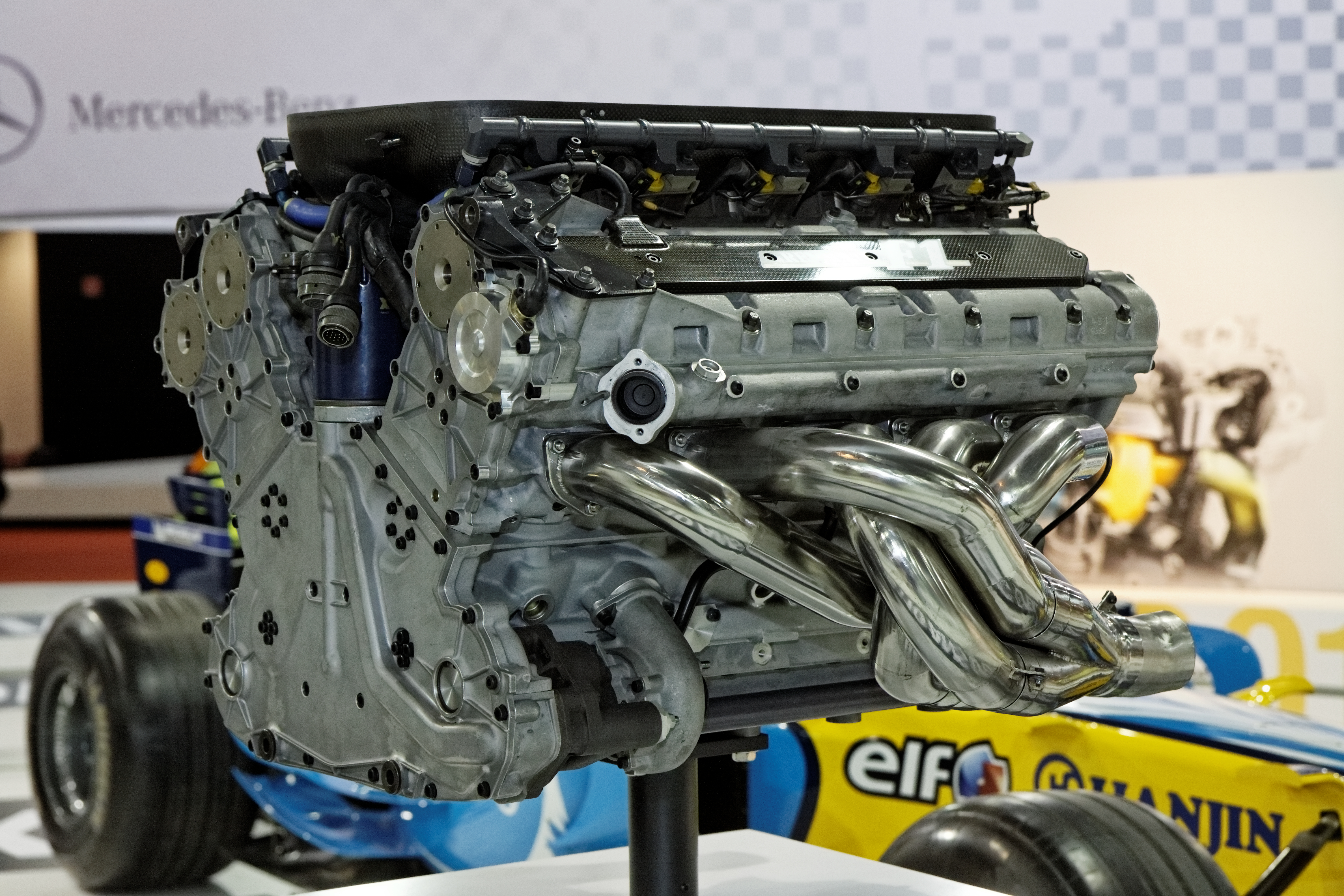
Moteur Renault F1 V10.

En Grands prix de Formule 1, ce sont les motoristes Honda et Renault qui introduisent cette architecture en 1989 à la suite de l'interdiction des moteurs turbocompressés. Elle permet d'abaisser le centre de gravité, grâce à un poids et un encombrement moindres, tout en produisant une puissance équivalente par rapport au moteur V12. Comparé au moteur V8, elle limite les vibrations tout en offrant une puissance supérieure.
Le succès des écuries dotées de moteurs V10 (McLaren avec Honda, puis Williams et Benetton avec Renault) à partir de 1989, a entraîné leur généralisation en Formule 1, jusqu'à leur interdiction en 2006 au profit du V8 2,4 litres.
Bien que l'angle d'ouverture standard d'un V10 soit de 72°, Renault, pour son retour en Formule 1 en tant que motoriste puis constructeur, a développé pour les saisons 2001, 2002 et 2003, un moteur plus ouvert, à 111°, permettant ainsi d’abaisser encore plus le centre de gravité de celui-ci. N'ayant pas réussi à surmonter des problèmes récurrents de fiabilité, l'écurie au losange abandonne cette structure à partir de la saison 2004, et revient au V10 à 72°.
En endurance, la Peugeot 905 est propulsée par un moteur V10 qui sera par la suite dérivé en Formule 1 avec McLaren pour la saison 1994 puis Jordan de 1995 à 1997 et enfin Prost GP pour les saisons 1998, 1999 et 2000.

## Exemples de véhicules à moteurs V10

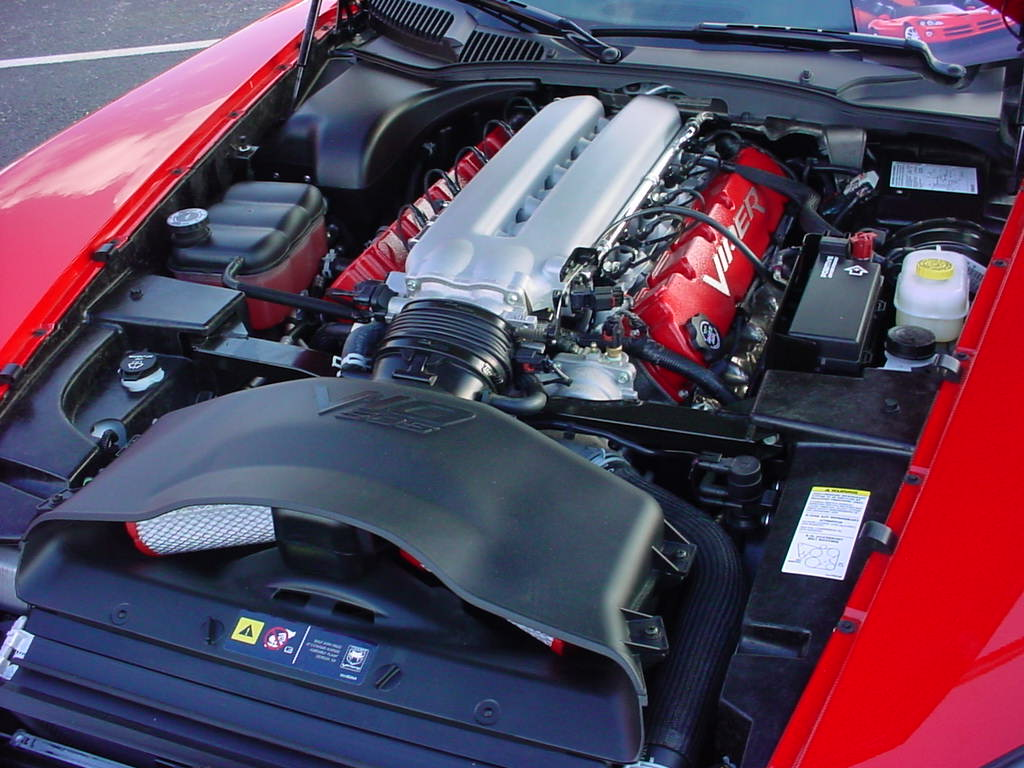
Le V10 de la Dodge Viper.

Les V10 sont principalement intégrés dans des automobiles de sport ou de prestige. On les trouve dans les voitures suivantes :
- Audi S6 et Audi RS6 (C6 uniquement)
- Audi S8
- Audi R8 V10
- BMW M5 E60
- BMW M6
- Connaught Type-D GT Syracuse
- Devon GTX
- Dodge Viper et Ram SRT-10
- GTA Spano
- Italdesign Zerouno
- Lamborghini Gallardo
- Lamborghini Sesto Elemento
- Lamborghini Huracán
- Lamborghini Egoista
- Lexus LFA
- Porsche Carrera GT
- Renault Espace F1
- Volkswagen Touareg
- Volkswagen Phaeton
- Wiesmann MF 5